# Nuculida
Die Nuculida sind eine Ordnung der Muscheln (Bivalvia), die früher auch Palaeotaxodonta genannt worden ist. Die Ordnung wird zur Infraklasse Protobranchia innerhalb der Klasse der Muscheln gestellt. Die ältesten Vertreter sind mit einer gewissen Unsicherheit ab dem Unterkambrium, sicher ab dem Ordovizium bekannt.

## Charakteristika
Die Vertreter der Ordnung besitzen gleichklappige Gehäuse, deren Hinterende aber auch mehr oder wenige stark verlängert sein kann. Die Schale ist aragonitisch mit homogenen, oder perlmuttrig-prismatischen Strukturen. Das Schloss ist taxodont, einige wenige Formen besitzen auch ein actinodontes Schloss. Das Ligament kann extern sein, oder intern auf einem Ligamentträger liegen. Die Schließmuskel sind gleichförmig (isomyar) ausgebildet. Die Kiemen gehören zum sog. protobranchiaten Typus. Um die Mundöffnung liegen die ziemlich langen Mundtaster.

## Lebensweise
Die Vertreter der Ordnung Nuculida leben ausschließlich marin, kommen aber vom Subtidal bis in abyssale Tiefen vor. Sie leben überwiegend eingegraben im weichen Sediment als Detritusfresser.

## Systematik
Die Ordnung enthält folgende Überfamilien:
- Überfamilie Nuculoidea Gray, 1824
  - Familie Nussmuscheln (Nuculidae Gray, 1824)
    - Unterfamilie Nuculinae Gray, 1824
    - Unterfamilie Nuculominae Maxwell, 1988
    - Unterfamilie Palaeonuculinae Carter, 2001

  - Familie Nucularcidae Pojeta & Stott, 2007
  - Familie Palaeoconchidae S. A. Miller, 1889
  - Familie Praenuculidae McAlester, 1960
- Überfamilie Sareptoidea Stoliczka, 1870
  - Familie Sareptidae Stoliczka, 1870
    - Unterfamilie Sareptinae Stoliczka, 1870
    - Unterfamilie Pristiglominae Sanders & Allen, 1973

## Belege
- Michael Amler, Rudolf Fischer & Nicole Rogalla: Muscheln. Haeckel-Bücherei, Band 5. Enke Verlag, Stuttgart 2000 ISBN 3-13-118391-8.
- Rüdiger Bieler & Paula M. Mikkelsen: Bivalvia - a look at the Branches.  Zoological Journal of the Linnean Society, 148: 223–235, London 2006.